# ۹۸۸ (میلادی)
۹۸۸ (میلادی) نهصد و هشتاد و هشتمین سال تقویم میلادی است.

## درگذشتگان
‎